# Norwich
Norwich (/ˈnɒrɪdʒ(tʃ)/) es una ciudad y un distrito no metropolitano ubicada en la región de East Anglia, al este de Inglaterra. Es el centro administrativo del condado de Norfolk. En 2006 tenía 195 971 habitantes.

## Historia
No se sabe la fecha exacta de la fundación de Norwich, si bien hay referencias de asentamientos anglosajones desde el siglo VIII, pero se estableció como ciudad importante entre 924 y 939. Según el Domesday Book, en 1087 Norwich tenía una población de aproximadamente 5000 habitantes. Luego de la conquista normanda, se construyó aquí el castillo de Norwich y la catedral (construida después de 1096).
En 1144, el asesinato de un niño de 12 años, Guillermo de Norwich, se atribuyó a la comunidad judía de la localidad. Se creó un libelo de sangre (calumnias en las que se afirmaba que los judíos realizaban crímenes empleando sangre humana durante sus rituales religiosos), el cual se cree que es el primer ejemplo en la Historia.
El 6 de febrero de 1190 (46 años después del asesinato) todos los judíos de Norwich fueron muertos en sus casas, a excepción de unos pocos que se refugiaron en el castillo. En 1290, los judíos fueron expulsados de Inglaterra y no se les permitió regresar hasta cuatro siglos después, en 1655.
Durante la Edad Media y los siglos XVI y XVII Norwich era un centro importante de la industria de textiles, especialmente la lana. Norwich fue la segunda ciudad más importante de Inglaterra después de Londres hasta el siglo XVII.
En Norwich terminó la primera gira a finales de 1917 de un jovencísimo (apenas 14 años) Archibald Alec Leach, el futuro Cary Grant (1904-1986), con la troupe de cómicos de Bob Pender.
Asimismo, en 1934, Benjamin Britten (1913-1976), de 21 años, estrenó en Norwich, al frente de una orquesta amateur, su Simple Symphony para orquesta de cuerdas.

## Deportes
El club de fútbol local, Norwich City FC, se desempeña en la English Football League Championship de Inglaterra. Su estadio es el Carrow Road cuyo aforo supera los 27.000 espectadores.